# Vargem Grande Paulista
Vargem Grande Paulista là một đô thị tại bang São Paulo, Brasil. Đô thị này có diện tích 33,512 km², dân số năm 2007 là 40.200 người, mật độ dân số 1.346,1 người/km². Đây là một đô thị thành phần của vùng đô thị São Paulo. Đô thị này cách thủ phủ bang São Paulo 45 km. Thành phố này nằm ở vùng khí hậu bán nhiệt đới. Theo thống kê năm 2000, đô thị này có chỉ số phát triển con người 0,802.
Đô thị này giáp các đô thị sau: Itapevi, São Roque và Cotia